# Lipniki (powiat piski)
Lipniki (niem. Lipniken) – dawna wieś w woj. warmińsko-mazurskim, w pow. piskim, w gminie Pisz.
Wieś powstała w ramach kolonizacji Wielkiej Puszczy w komturstwie piskim. Wcześniej był to obszar Galindii. Wieś ziemiańska, dobra służebne w posiadaniu drobnego rycerstwa (tak zwani wolni, ziemianie w języku staropolskim), z obowiązkiem służby rycerskiej (zbrojnej).
Osada została założona przy samej granicy z Mazowszem obok wsi Siedliska, Jeże oraz rzeką Wincentą i rzeką Dziadówką (zwaną w XV w. Seddawa, dopływ Pisy). W XV i XVI w. wieś w dokumentach zapisywana pod nazwą Krzysztofy lub Cristochs.
Wieś służebna lokowana w 1491 r. przez Hieronima von Gebesattela, który nadał Krzysztofowi Niedźwiedziowi i Stanisławowi Turkowskiemu 20 łanów na prawie magdeburskim, z obowiązkiem jednej służby zbrojnej. W XVI w. wraz z Siedliskami, Turowem i Rakowem nazywane były Krzysztofami jako że należały do jednego właściciela.

## Obecnie
Miejscowość znajduje się na mapie z początku XX w. na mapie można wyróżnić około 10 gospodarstw w gęstej zabudowie. Obecnie miejscowość nie istnieje, w miejscu miejscowości na zdjęciach satelitarnych las otoczony polami. 